# Ostreola consociata
Ostreola es un género monotípico de hongos perteneciente a la familia Mytilinidiaceae. Su única especie es: Ostreola consociata.
Ostreola puede usarse también para referirse al género de ostras perteneciente a la familia Ostreidae; sin embargo, este nombre no ha sido aceptado y Ostrea es usado en su lugar.